# Mont-Tramelan
Mont-Tramelan (niem. Bergtramlingen) – gmina (niem. Einwohnergemeinde) w północno-zachodniej Szwajcarii, w kantonie Berno, w regionie administracyjnym Berner Jura, w okręgu Berner Jura. 31 grudnia 2020 roku liczyła 111 mieszkańców. 

## Demografia
Według danych z 2000 r. 25,9% mieszkańców gminy była francuskojęzyczna, 70,7% niemieckojęzyczna a 2,6% serbsko-chorwackojęzyczna. Na dzień 31 grudnia 2020 obcokrajowcy nie zamieszkiwali na terenie gminy.